# Eric Heiden
Eric Arthur Heiden (Madison, 14 giugno 1958) è un ex pattinatore di velocità su ghiaccio ed ex ciclista su strada statunitense.
Nel pattinaggio vinse tutte e cinque le gare in programma ai Giochi olimpici di Lake Placid nel 1980, ottenendo così un record mai uguagliato. Beth Heiden, sorella di Eric, vinse una medaglia di bronzo nella stessa edizione dei Giochi olimpici, dando alla famiglia Heiden la metà delle medaglie vinte dagli USA in quell'edizione dei Giochi.

## Carriera
Durante la sua breve carriera come pattinatore, Heiden ha vinto anche 3 Campionati mondiali completi di pattinaggio di velocità e 4 Campionati mondiali di sprint. Ha migliorato per tre volte il record del mondo dei 1 000 metri, e per una volta quello dei 1 500 metri, dei 3 000 e dei 10 000, oltre al record di punti nella combinata e nello sprint. Heiden terminò la sua carriera giungendo secondo dietro a Hilbert van der Duim ai Campionati mondiali completi di pattinaggio di velocità del 1980 a Heerenveen. Heiden restò in cima all'Adelskalender per 1 495 giorni e vinse il Premio Oscar Mathisen per quattro volte di fila dal 1977 al 1980. Ancora oggi è l'unico pattinatore ad aver vinto il premio per quattro volte.
In seguito sia Eric Heiden sia la sorella Beth divennero ciclisti professionisti. Eric Heiden gareggiò per dieci stagioni con la 7-Eleven; vinse alcune gare statunitensi per professionisti e prese parte al Giro d'Italia 1985 e al Tour de France 1986.
Heiden è diventato un ortopedico e ha lavorato per la squadra nazionale statunitense a Salt Lake City 2002, quando Casey FitzRandolph fu il primo statunitense a vincere l'oro nei 500 m dal 1980. A Heiden venne chiesto di portare la torcia olimpica durante la cerimonia di apertura, ma declinò l'invito perché la Nazionale statunitense di hockey su ghiaccio avrebbe acceso il braciere. Heiden si chiese pubblicamente se avrebbe dovuto competere anche in alcune gare femminili del 1980 per avere tale onore.

## Pattinaggio di velocità

### Palmarès

#### Giochi olimpici invernali
- 5 medaglie:
  - 5 ori (500 m, 1000 m, 1500 m, 5000 m, 10000 m a Lake Placid 1980)

#### Campionati mondiali completi
- 4 medaglie:
  - 3 ori (Heerenveen 1977, Göteborg 1978, Oslo 1979)
  - 1 argento (Heerenveen 1980)

#### Campionati mondiali - Sprint
- 4 medaglie:
  - 4 ori (Alkmaar 1977, Lake Placid 1978, Inzell 1979, West Allis 1980

#### Campionati mondiali juniores
- 3 medaglie:
  - 2 ori (Inzell 1977, Montréal 1978)
  - 1 argento (Madonna di Campiglio 1976)

## Ciclismo su strada

### Palmarès
- 1985

Campionati statunitensi, Prova in linea

### Piazzamenti

#### Grandi Giri
- Giro d'Italia

1985: 131º
- Tour de France

1986: ritirato (18ª tappa)

#### Competizioni mondiali
- Campionati del mondo

Goodwood 1982 - In linea: ritirato
Giavera del Montello 1985 - In linea: ritirato